# Paterson Joseph
Pour les articles homonymes, voir Joseph.
Paterson Joseph est un acteur anglais né le 22 juin 1964 à Willesden (Londres).

## Biographie
Il naît à Willesden, un quartier du district londonien de Brent.
Il joue notamment dans les deux saisons (2008 et 2010) de la série TV Survivors où il tient le rôle de Greg Preston.
En 2014, il incarne Holy Wayne (leader charismatique d'une secte) dans la nouvelle série d'HBO, The Leftovers.

## Filmographie
- 2000 :  La Plage  de Danny Boyle : Keaty
- 2005 : Æon Flux de Karyn Kusama : Giroux
- 2005 : Doctor Who : « Le Grand Méchant Loup », « À la croisée des chemins » (saison 1, épisodes 12 et 13)
- 2007 : Jekyll de Steven Moffat : Benjamin Lennox
- 2008 et 2010 : Survivors : Greg Preston
- 2011 : Meurtres au paradis : William (saison 1, épisode 2)
- 2013 et 2014 : Londres, police judiciaire : Inspecteur Wes Layton (saisons 7-8)
- 2014 : The Leftovers : Holy Wayne
- 2015 : Safe House : DCI Mark Maxwell
- 2016 / 2018 :Timeless : Connor Mason
- 2017 : Rellik dans le rôle du Dr Isaac Taylor
- 2019 : Counterpart : Elan (saison 2, épisode 9)
- 2019 : The End of the F***ing World : Kevan (saison 2, épisode 5)
- 2020 : Noughts + Crosses : Kamal Hadley
- 2021 : Vigil : Neil Newsome, capitaine du HMS Vigil
- 2023 : Wonka de Paul King
- 2024 : Twilight of the Gods : Loki (7 épisodes)